# بارهای میزبان و مهماندار

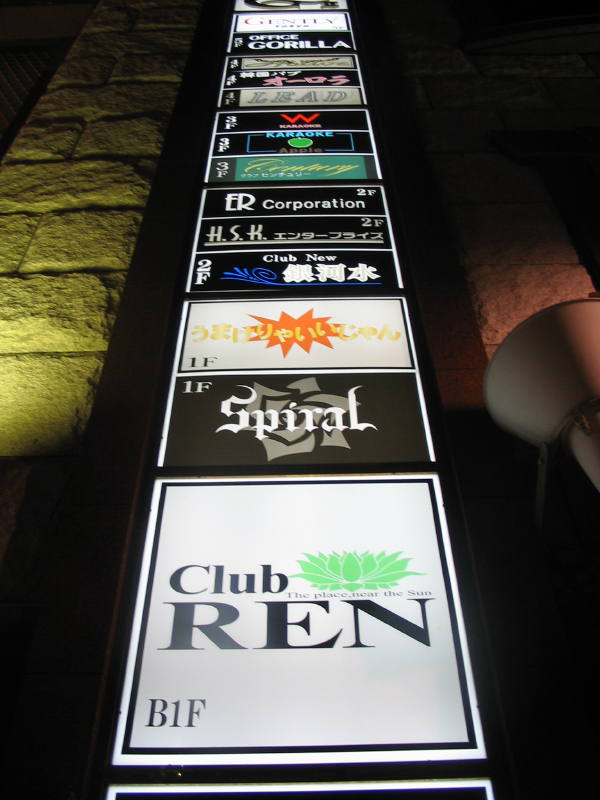

بارهای میزبان و مهماندار (انگلیسی: Host and hostess clubs)، یک نوع کلوپ شبانه است که عمدتاً در ژاپن یافت می‌شود که عمدتاً کارکنان زن را استخدام می‌کند و به مردانی که به دنبال نوشیدنی و مکالمه دقیق هستند خدمات می‌دهد. کلوپ‌های میزبان نوع مشابهی از موسسات هستند که در آن بیشتر کارکنان مرد به زنان مراجعه می‌کنند. کلوپ‌های میزبان و مهماندار بخشی از میزو شوبای (به‌عنوان «تجارت آب»)، تجارت سرگرمی شبانه در ژاپن در نظر گرفته می‌شوند.